# Wowa Bayak
Wowa Bayak (właśc. Waldemar Bajak, ros. Вальдемар Баяк; ur. 27 kwietnia 1990 w Pilźnie) – wokalista, kompozytor, tekściarz, multiinstrumentalista, aranżer, twórca stylu muzycznego Gangstafolk.

## Życiorys
Ma korzenie polskie, rosyjskie i czeskie. Założyciel i lider zespołów Wowa z Charkowa (2011), Wowa Band (2017), Czaju zaparz (2020). Koncertuje również solo przy akompaniamencie fortepianu lub gitary. W roku 2012 otrzymał propozycję wzięcia udziału w programie talent-show telewizji TVN „X-factor”, a rok później w podobnym „Mam talent”. Obie propozycje odrzucił tłumacząc to „zbyt daleko idącą ingerencją” w wizerunek zespołu, co ugruntowało go na scenie niezależnej. Wykonał utwór „Nie dla menya” do thrillera „Fotograf” Waldemara Krzystka (2014). Koncertował gościnnie z Lechem Dyblikiem, Cyrkiem Deriglasoff, Jarkiem Janiszewskim, Tymonem Tymańskim.